# 長項貨運站
長項貨運站（：／ Janghanghwamul yeok */?）是長項貨物線的終點車站，位于韩国忠清南道舒川郡長項邑，已隨該線廢線而廢站。

## 历史
- 1930年11月1日 - 落成使用，当时的名称是长项站。
- 2008年1月1日 - 改为现在名称。
- 2021年1月12日：停用本站。

## 相鄰車站
韓國鐵道公社
長項貨物線
長項－長項貨運站